# Manuel Rivera-Ortiz
Manuel Rivera-Ortiz, född 23 december 1968 i Guayama, Puerto Rico, är en amerikansk fotograf, i huvudsak verksam som samhällskritisk dokumentärfotograf och porträttfotograf. 2007 mottog han Arts and Cultural Council for Greater Rochester Artist of the Year Award.
Rivera-Ortiz bor i Rochester, New York och Zürich.

## Galleri

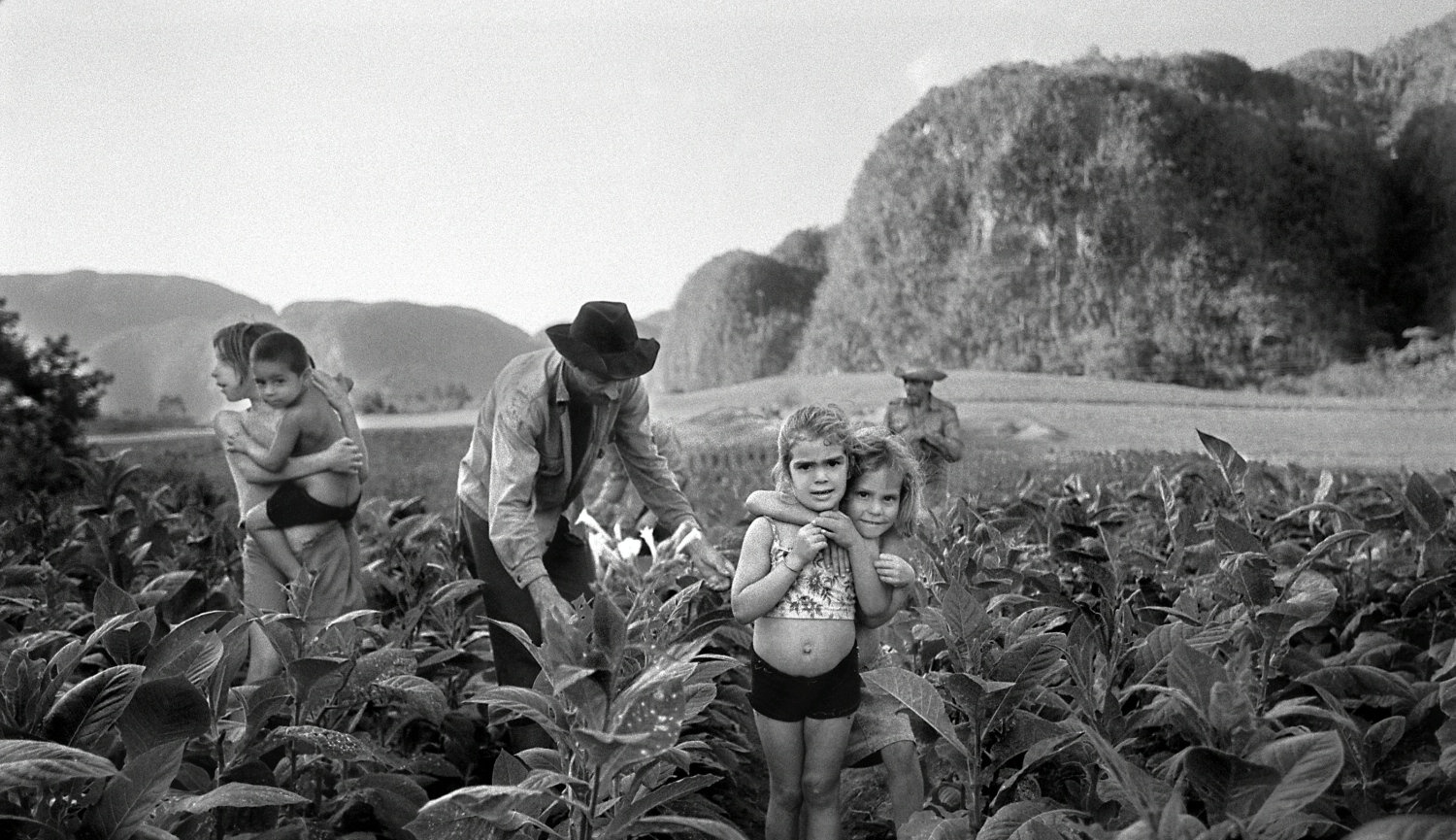
Tobacco Harvesting, Valle de Viñales, Kuba (2002)
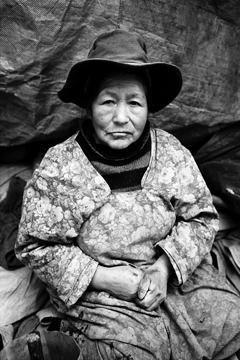
Widow Of The Mines, Potosí, Bolivia (2004)
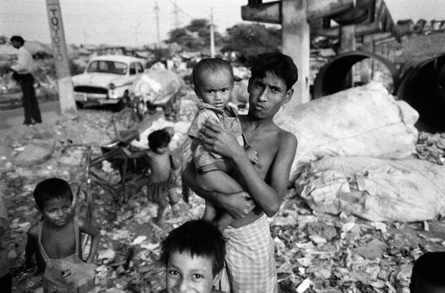
City Dump, Yamuna River Slum, Delhi, Indien (2005)